# Nagyka

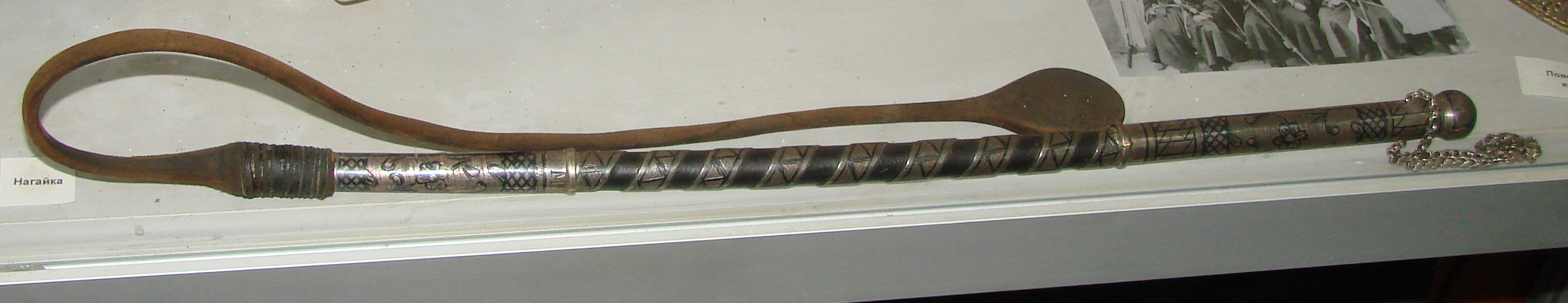
Nagyka

El nagyka, nagaika o nagayka —en ruso: нага́йка— es un látigo corto, grueso y de sección redonda, usado por los cosacos rusos y copiado del pueblo nogái, de aquí su nombre original nogaika ‘látigo de los nogáis’. También se conoce como kamcha por la palabra turca kamci ‘látigo’. Este nombre también es el usado para látigos cortos de Asia Central.
El nagyka consiste en tres tiras de cuero trenzadas, a menudo lastradas con metal, y su uso principal era dirigir al caballo.
A veces, la punta del látigo se remataba con una pieza metálica para defenderse con él contra los lobos; en este caso, el látigo se llamaba volkoboy..

## Usos
Aunque los nagykas no se consideraban parte del arma, también se usaban en combate cuando no se disponía de otras armas, o en la mano izquierda junto con el sable en la derecha.
Existía una forma tradicional de caza con nagyka: el animal perseguido (un zorro, un lobo, etc.) se mataba con este látigo.
El nagyka de tres tiras lastradas con metal se utilizaba asimismo como instrumento arrojadizo para caza menor, tal como las boleadoras ñanduceras o avestruceras del Gauchos suramericano.